# Saltfjellet-Svartisens nationalpark

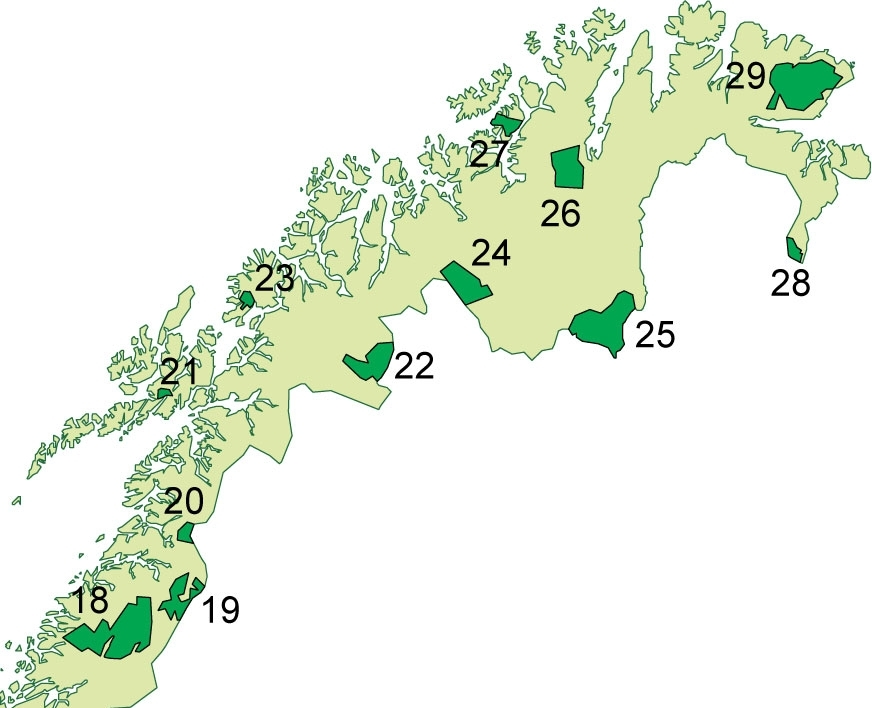
Karta över nationalparker i Nordnorge. Saltfjellet-Svartisens nationalpark har nummer 18.

Saltfjellet-Svartisens nationalpark (norska: Saltfjellet-Svartisen nasjonalpark) är en nationalpark som sträcker sig från fjord till berg i Salten i Nordland fylke i norra Norge. Den inrättades 1989 och täcker en yta på 2 102 km² i Beiarns, Meløy, Rana, Rødøy, Saltdals och Bodø kommuner.

## Geografi, landskap och geologi

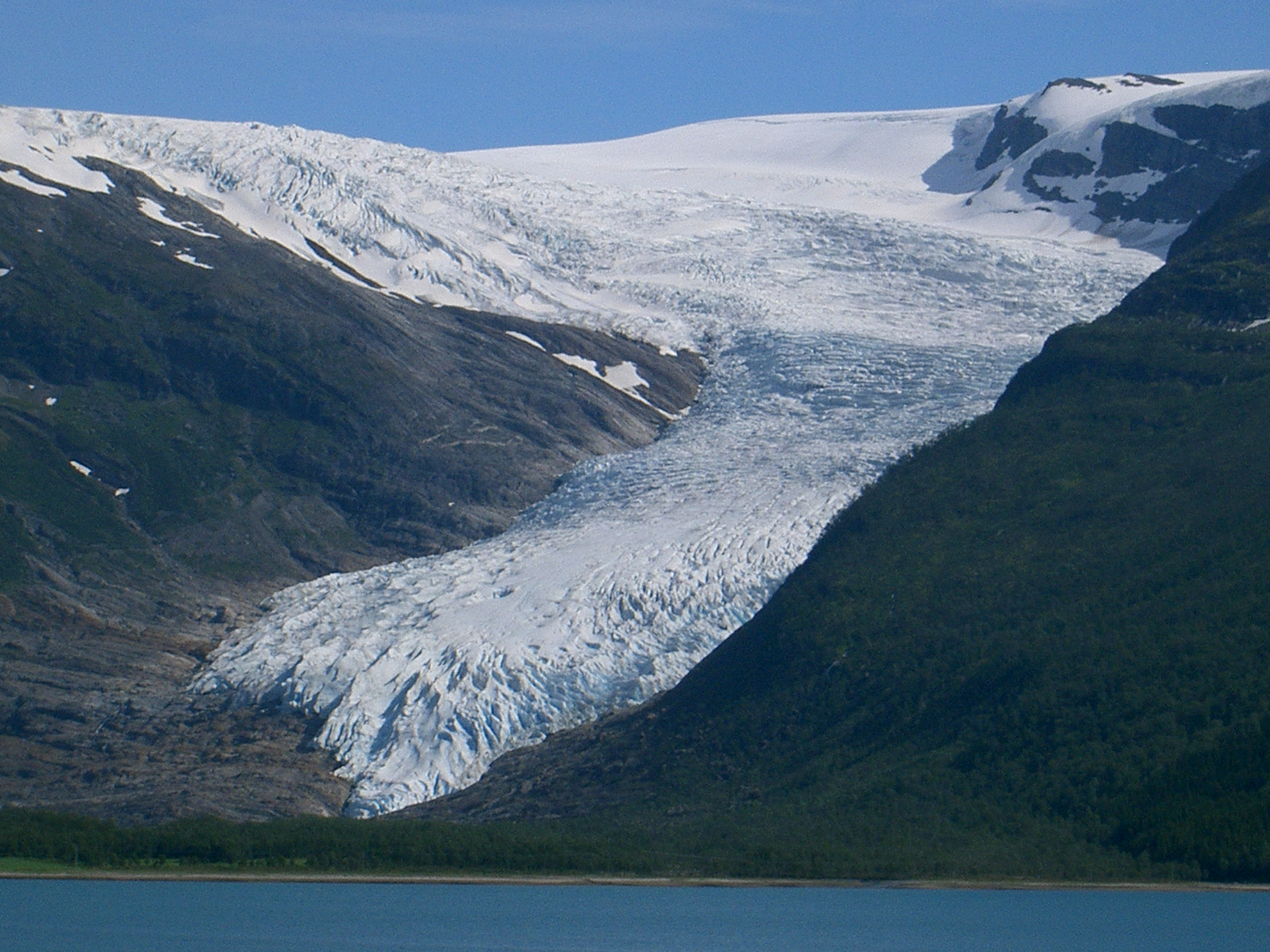
Svartisen.

Glaciären Svartisen utgör en stor del av nationalparken, ungefär den västligaste tredjedelen. Glaciärens armar går ända ned till fjorden på flera platser.
I de centrala delarna präglas berggrunden på många platser av kalksten och det finns många karstgrottor.
Landskapet präglas av många frodiga dalar som skär sig in mellan bergstopparna. I motsats till andra norska nationalparker finns det därför inget samlat bergsmassiv eller ingen topp som parken ligger kring. Parkens högsta berg är Ørfjellet (1 751 m ö.h.) i nordost. I den centrala delen ligger Gilatinden (1 415 m ö.h.) och Semskfjellet (1 531 m ö.h.). I västra Svartisen ligger Snøtinden (1 594 m ö.h.).

## Flora och fauna

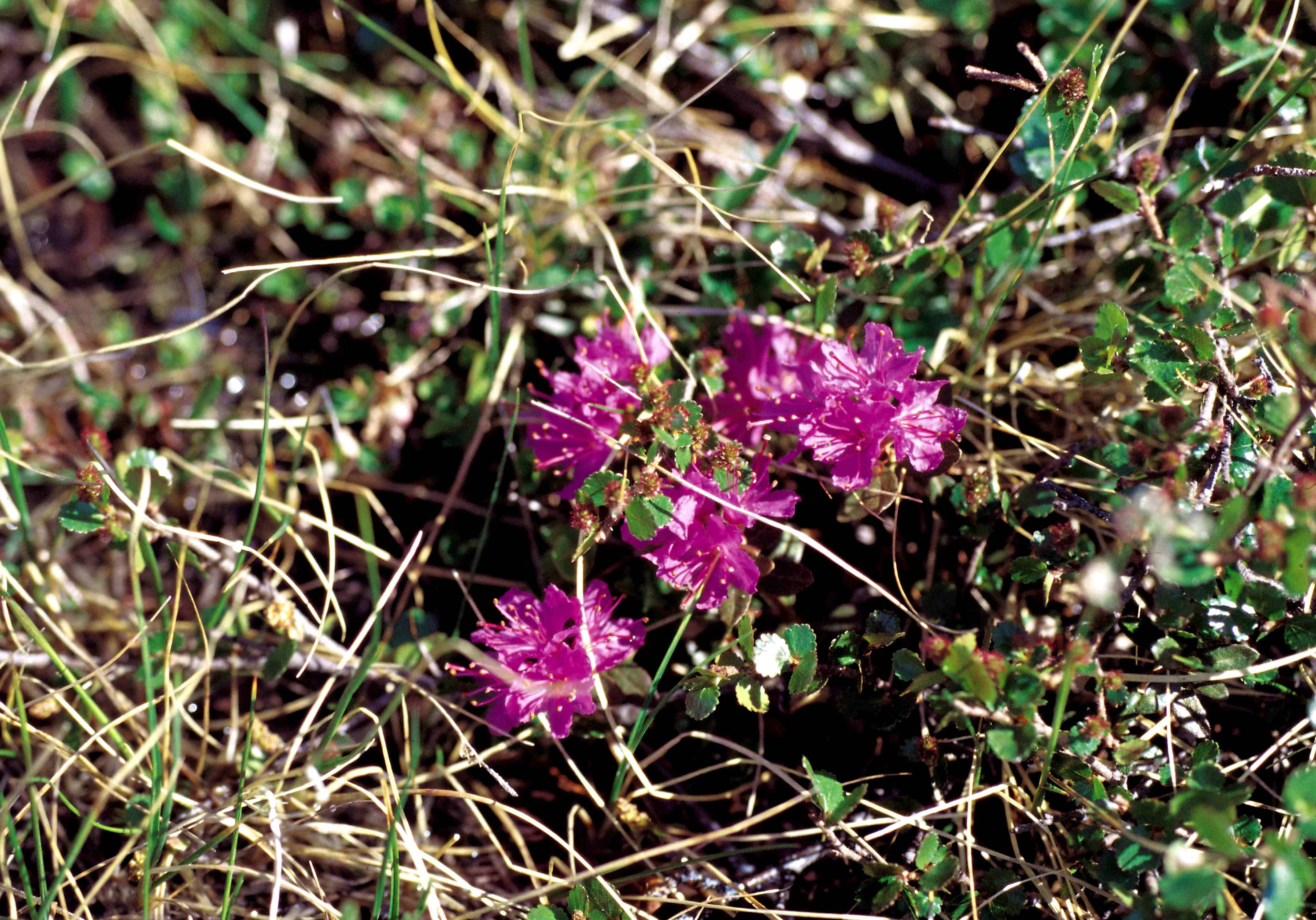
Lapsk alpros.

Saltfjellet är traditionellt en nordlig eller sydlig gräns för många växtarter. Den kalkrika berggrunden ger ett frodigt och varierat växtliv, särskilt i björkdalarna. Här växer flera sällsynta eller krävande plantor, bland annat lapsk alpros och fjällsippa.
Järv och europeiskt lodjur har fasta boplatser i området. I dalarna finns älg. 

## Kulturminnen
De äldsta kulturminnena från samernas bruk av fjället är daterade till 800-talet. Det finns gamla offerplatser, djurgravar och stängsel. 
Dagens tamrenskötsel har sina rötter i 1500- och 1600-talen, där är Lønsdalen med rötter tillbaka till 1500-talet kärnområdet. Områdets koncentration av samiska kulturminnen är enastående i samiska sammanhang. 